# Bertha Lamme

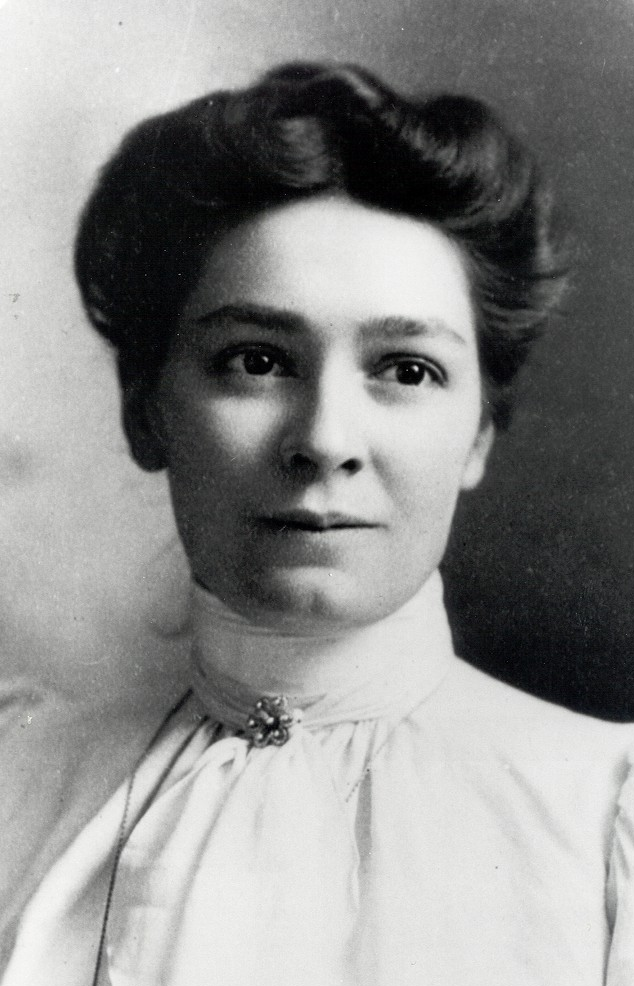
Bertha Lamme (1892)

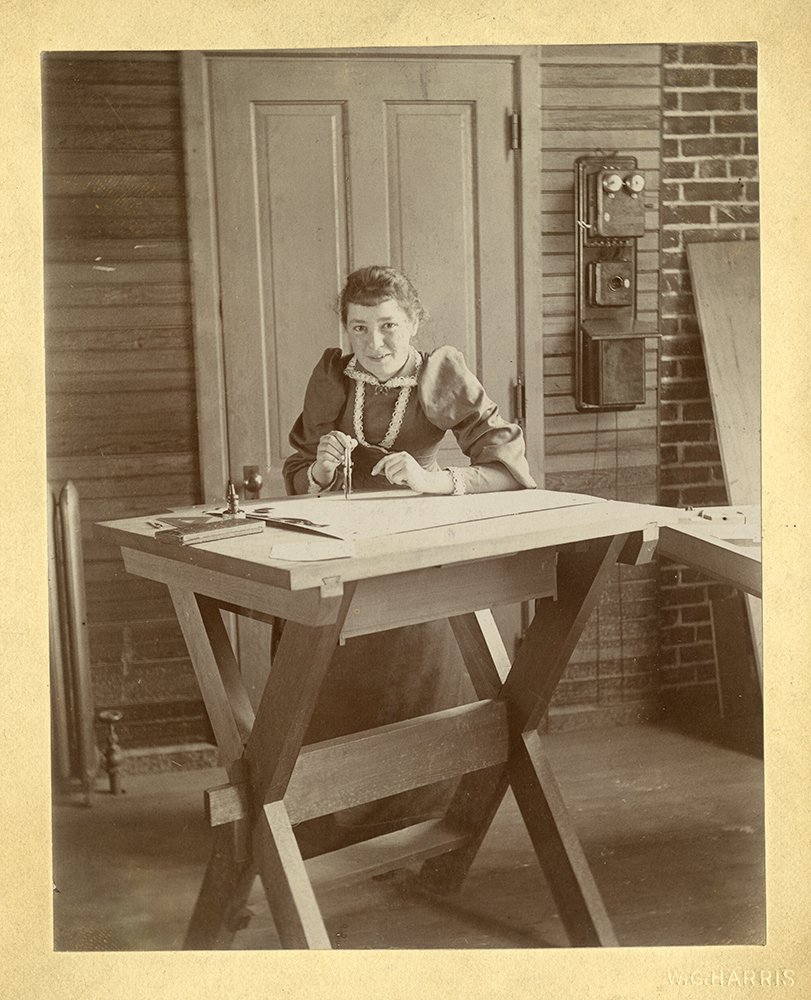
Lamme bei der Arbeit

Bertha Aranelle Lamme (später verheiratete Feicht; * 16. Dezember 1869 in Bethel Township (Ohio); † 19. oder 20. November 1943 in Pittsburgh) war eine amerikanische Elektroingenieurin. Nach ihrem Studium arbeitete sie für die Westinghouse Electric and Manufacturing Company als erster weiblicher Ingenieur. Sie war die jüngere Schwester von Benjamin Lamme, der ebenfalls Elektroingenieur war und mit dem sie eng zusammenarbeitete.

## Biografie
Bertha Lamme wurde auf der elterlichen Farm in Bethel Township in der Nähe von Springfield im US-Bundesstaat Ohio geboren und besuchte die Olive Branch High School im nahegelegenen New Carlisle. Sie studierte, wie schon ihr Bruder, an der Ohio State University und erhielt 1893 als erste Frau in den Vereinigten Staaten einen Abschluss als Maschinenbauingenieur, mit Spezialisierung auf Elektrotechnik. Während des Studiums planten die beiden Geschwister, eine Firma für die Herstellung von mechanischem Spielzeug zu gründen.
Schließlich kam Bertha Lamme nicht durch die Vermittlung ihres Bruders zu Westinghouse, sondern durch Albert Schmid, einen Schweizer Ingenieur, der nach Amerika ausgewandert war. Er hatte die Position eines shop foreman oder superintendent – beides entspricht einem Betriebsleiter. Dadurch hatte er auch die Aufgabe, neue Ingenieure einzustellen. Schmid war von Berthas Diplomarbeit beeindruckt. Sie trug den Titel An Analysis of Tests of a Westinghouse Railway Generator „Eine Analyse von Versuchen an einem Westinghouse-Eisenbahngenerator“. Sie basierte wahrscheinlich auf Daten, die sie über ihren Bruder erhalten hatte. Bertha arbeitete zwölf Jahre lang für Westinghouse, wo ihr Aufgabengebiet Entwurf und Entwicklung von Elektromotoren und Generatoren umfasste, insbesondere mathematische Analysen und Berechnungen, die für die Bauteilentwicklung von entscheidender Bedeutung waren, zumal die theoretischen Grundlagen des Wechselstroms noch weitgehend unbekannt waren.
Beim Konkurrenzunternehmen General Electric hatte eine vergleichbare Position der bekannte Mathematiker Charles Steinmetz inne.
Schon an der Entwicklung der unter großem Zeitdruck entstandenen elektrischen Anlage für die World’s Columbian Exposition (Weltausstellung) in Chicago im Jahr 1893 war sie beteiligt, ebenso an der hydroelektrischen Anlage für das Kraftwerk Niagara Falls und der Manhattan Elevated Railway, die nach dem Erfolg der Ausstellung bei Westinghouse entwickelt wurden. Lamme trug hier, obwohl noch jung und unerfahren, eine erhebliche Verantwortung.
Die Zeitschrift Young People’s Weekly aus Chicago bezeichnete sie im Jahr 1907 als „Phänomen mit dem Rechenschieber“ (“slide rule phenomenon”).
1905 heiratete Lamme ihren Kollegen Russel Feicht und beendete ihre Karriere. 1910 wurde die gemeinsame Tochter Florence geboren, die später als Physikerin für das United States Bureau of Mines arbeitete. Lammes Bruder Benjamin lebte zeitweise im gemeinsamen Haushalt.
Über Bertha Lammes Leistungen ist, im Gegensatz zu den sie umgebenden männlichen Ingenieuren, wenig Genaues bekannt. Es ist jedoch davon auszugehen, dass sie, auch nach Ende ihrer eigenen Karriere, einen bedeutenden Einfluss sowohl auf ihren Bruder als auch ihren Ehemann hatte und auch weiterhin an ingenieurwissenschaftlichen Fragen mitarbeitete.